# Radostków
Radostków – wieś w Polsce położona w województwie śląskim, w powiecie częstochowskim, w gminie Mykanów.

## Podział wsi
| SIMC    | Nazwa       | Rodzaj    |
| ------- | ----------- | --------- |
| 1001562 | Błeszyńskie | część wsi |
| 1001734 | Pustkowie   | część wsi |
| 0138980 | Topolów     | kolonia   |

## Historia
Miejscowość ma metrykę średniowieczną i istnieje co najmniej od XV wieku. Wymieniona po raz pierwszy w 1411 w dokumencie zapisanym w języku łacińskim jako Redoszkowice, Redosscow, Radosthkow .
Wieś została odnotowana w historycznych dokumentach własnościowych, prawnych i podatkowych. W latach 1411–12 jako właściciel wsi wymieniony został Stanisław z Radostkowa, a w latach 1458-59 Mikołaj z Radostkowa. Do 1458 kolejnym właścicielem był Rafał z Radostkowa, a w latach 1458-61 jego żona Małgorzata. W 1520 wieś leżała w parafii Borowno w dekanacie brzeźnickim. Płaciła miejscowemu plebanowi dziesięcinę snopową z ról folwarcznych oraz kmiecych. W 1552 miejscowość była własnością Pągowskich. Mieszkało w niej 10 kmieci oraz 2 młynarzy. W 1553 wieś liczyła 1,5 łana powierzchni . 
W latach 1975–1998 miejscowość administracyjnie należała do województwa częstochowskiego.